# Loïc Bruni
Loïc Bruni (Nizza, 13 maggio 1994) è un mountain biker francese. Specialista del downhill, ha vinto cinque titoli mondiali Elite di specialità, nel 2015, 2017, 2018, 2019 e 2022, e due edizioni della Coppa del mondo di specialità. Gareggia per il team Specialized Gravity.

## Palmarès
- 2013

prova iXS Cup, Downhill (Leogang)
Campionati francesi, Downhill
- 2014

prova iXS European Cup, Downhill (Schaldming)
Campionati francesi, Downhill
- 2015

Crankworx Les 2 Alpes, Downhill (Les Deux Alpes)
Campionati francesi, Downhill
Campionati del mondo, Downhill Elite
- 2016

2ª prova Coppa del mondo, Downhill (Cairns)
- 2017

Campionati francesi, Downhill
Campionati del mondo, Downhill Elite
- 2018

6ª prova Coppa del mondo, Downhill (Mont-Sainte-Anne)
Campionati del mondo, Downhill Elite
- 2019

1ª prova Coppa del mondo, Downhill (Maribor)
3ª prova Coppa del mondo, Downhill (Leogang)
4ª prova Coppa del mondo, Downhill (Vallnord)
Campionati del mondo, Downhill Elite
- 2020

prova French Cup, Downhill (Les Orres)
4ª prova Coppa del mondo, Downhill (Lousã)
- 2021

6ª prova Coppa del mondo, Downhill (Snowshoe)
- 2022

Campionati del mondo, Downhill Elite

### Altri successi
- 2019

Classifica generale Coppa del mondo, Downhill
- 2021

Classifica generale Coppa del mondo, Downhill

## Piazzamenti

### Competizioni mondiali
- Campionati del mondo[1]

Champéry 2011 - Downhill Elite: 28º
Leogang 2012 - Downhill Junior: vincitore
Leogang 2012 - Downhill Elite: 17º
Pietermaritzburg 2013 - Downhill Elite: 11º
Lillehammer-Hafjell 2014 - Downhill Elite: 8º
Vallnord 2015 - Downhill Elite: vincitore
Val di Sole 2016 - Downhill Elite: 83º
Cairns 2017 - Downhill Elite: vincitore
Lenzerheide 2018 - Downhill Elite: vincitore
Mont Saint Anne 2019 - Downhill Elite: vincitore
Leogang 2020 - Downhill Elite: 62º
Val di Sole 2021 - Downhill Elite: 6º
Les Gets 2022 - Downhill Elite: vincitore
- Coppa del mondo

2013 - Downhill: 4º
2014 - Downhill: 10º
2015 - Downhill: 2º
2016 - Downhill: 6º
2017 - Downhill: 4º
2018 - Downhill: 7º
2019 - Downhill: vincitore
2020 - Downhill: 2º
2021 - Downhill: vincitore
2022 - Downhill: 14º